# Herdenkingsmunten van € 2 (2025)
Hieronder staat een lijst van herdenkingsmunten van twee euro die 2025 als slagjaar zullen hebben.
| Afbeelding | Land         | Ter gelegenheid van                                                                                                  | Oplage     | Datum uitgave        |
| --- | ------------ | --- | ---------- | -------------------- |
| | Duitsland    | De Saarschleife (de meander in de rivier de Saar bij Mettlach), Saarland (derde uit de 'Bundesländer vervolgserie')  | 30.033.500 | 16 januari 2025      |
| Omschrijving: Op het ontwerp staat de “Saarschleife”, de haarspeldbocht in de rivier de Saar, waarbij enkel de essentieelste kenmerken van het motief van de meanderende rivier in het kenmerkende heuvelachtige landschap worden getoond. Langs de rivier zijn groepjes bomen afgebeeld die het beboste landschap rond de pittoreske Saarschleife verzinnebeelden. Vanuit vogelperspectief is de herkenbare natuurlijke waterweg te zien, ingesloten door de omliggende heuvels die tot in de verte reiken. Om de rustige en lichte sfeer van het landschap niet te verstoren, staat de inscriptie “Saarland” onderaan op de voorgrond. De bovenste helft van de binnenste cirkel van de munt bevat aan de linkerkant ook de signatuur van de ontwerper, de in Frankfurt gevestigde Carsten Wolff, en aan de rechterkant de letter “X” als plaatsvervanger voor het muntmerk van de desbetreffende munt (“A”, “D”, “F”, “G” of “J”). Op de onderste helft staan de inscriptie “SAARLAND”, de code van Duitsland als land van uitgifte “D” en het jaar van uitgifte “2025”. Op de buitenste ring van de munt staan de twaalf sterren van de Europese vlag afgebeeld. |              | |            |                      |
| |              | |            |                      |
| | Slowakije    | 100ste verjaardag van het eerste internationale sporttoernooi in Slowakije: Het Europees kampioenschap IJshockey     | 1.000.000  | 20 januari 2025      |
| Omschrijving: Op het ontwerp staat een ijshockeyspeler in actie met een typische outfit uit de periode van het Europees kampioenschap ijshockey in 1925. De speler is afgebeeld tegen een gestileerd panorama van de Hoge Tatra, de Slowaakse bergregio waar het kampioenschap plaatsvond. Langs de rand van de binnenste cirkel is bovenaan de inscriptie “MAJSTROVSTVÁ EURÓPY V HOKEJI” (Europees kampioenschap hockey) aangebracht. Het jaartal “1925” staat boven “2025” aan de linkerbovenkant van het ontwerp. Onderaan staat de naam van het land van uitgifte “SLOVENSKO”, en aan de rechterkant het muntmerk van het Slowaakse munthuis in Kremnica (Mincovňa Kremnica), dat de munt slaat. Daarnaast zijn de initialen “KL” (Karol Ličko) van de ontwerper te zien. Op de buitenste ring van de munt staan de twaalf sterren van de Europese vlag afgebeeld. |              | |            |                      |
| |              | |            |                      |
| | België       | Nationale Loterij van België                                                                                         | 1.154.000  | 23 januari 2025      |
| Omschrijving: In het midden wordt de klassieke allegorische voorstelling van het geluk afgebeeld: de godin Fortuna die de hoorn des overvloeds vasthoudt. Aan de rechterkant en onderaan zijn in totaal vier klavertjesvier te zien, een ander universeel symbool van geluk. Achter Fortuna is het huidige logo van de Nationale Loterij zichtbaar. Aan de linkerkant van de munt staat de tekst “loterie nationale loterij”. Linksonder staan de landcode BE en het jaar van uitgifte 2025. Rechtsonder staan de initialen van de ontwerper Iris Bruijns. Aangezien de Koninklijke Nederlandse Munt de munt zal slaan, bevindt zich onder het jaartal het muntteken van Utrecht, een mercuriusstaf, naast het Belgische muntmeesterteken, een aster voor een erlenmeyer. Op de buitenste ring van de munt staan de twaalf sterren van de Europese vlag afgebeeld. |              | |            |                      |
| |              | |            |                      |
| | Estland      | 500ste verjaardag van de eerste gedrukte tekst in de Estse taal                                                      | 850.000    | 30 januari 2025      |
| Omschrijving: |              | |            |                      |
| |              | |            |                      |
| | Spanje       | Oude stad Salamanca (zestiende uit de serie 'UNESCO Wereld Erfgoedlijst')                                            | 2.000.000  | 30 januari 2025      |
| Omschrijving: Op het ontwerp is een uitzicht op het “Convento de San Esteban” afgebeeld. Onderaan staan het randschrift ESPAÑA en het jaar van uitgifte 2025. Bovenaan zijn het woord SALAMANCA (in hoofdletters) en het muntmerk “Eme Coronada” te zien. Op de buitenste ring van de munt staan de twaalf sterren van de Europese vlag afgebeeld. |              | |            |                      |
| |              | |            |                      |
| | Frankrijk    | Het Louvre | 315.000    | 30 januari 2025      |
| Omschrijving: Op het ontwerp staat de oostelijke gevel van het Louvre die is versmolten met de iconische plattegrond van het museum waarop het labyrint van buitengewone zalen te zien is. Op de achtergrond illustreren de piramidion en de structuur van de grote piramide het traditionele en eigentijdse karakter van het Louvre. Op de plattegrond van het museum zijn het jaar van uitgifte “2025”, de aanduiding van het land van uitgifte “RF” en de muntmerken aangebracht. Op de buitenste ring van de munt staan de twaalf sterren van de Europese vlag afgebeeld. |              | |            |                      |
| |              | |            |                      |
| | Italië       | Jubileum 2025 | 3.022.500  | 5 februari 2025      |
| Omschrijving: In het midden is de Heilige Deur van de Sint-Pietersbasiliek afgebeeld. Bovenaan in een halve cirkel is de inscriptie “IUBILAEUM” aangebracht, en onderaan staat in een aansluitende halve cirkel een reeks afwisselend lege en volle vissen, een symbool van het christendom. Aan de linkerkant zijn het jaar van uitgifte “2025” en de aanduiding van het munthuis van Rome (“R”) te zien, aan de rechterkant staan het acroniem van de Italiaanse Republiek (“RI”) en de initialen van de ontwerper “C.M.” (Claudia Momoni). Op de buitenste ring van de munt staan de twaalf sterren van de Europese vlag afgebeeld. |              | |            |                      |
| |              | |            |                      |
| | Litouwen     | Defensie | 500.000    | 27 maart 2025        |
| Omschrijving: Op het ontwerp zijn de contouren van Litouwen te zien. De staatsgrenzen zijn omgeven door een gestileerde stekelige barrière die het concept van een holistische en maatschappijbrede defensie verzinnebeeldt. Het beeld van de egel staat ook voor de openheid en kwetsbaarheid van vrije samenlevingen die tot het uiterste tegen externe bedreigingen moeten worden verdedigd. Litouwen wordt als een egel voorgesteld die te allen tijde paraat blijft om zichzelf te verdedigen. In het midden staan de inscriptie “LIETUVA” (LITOUWEN), het jaar van uitgifte “2025” en het muntmerk van het Litouwse munthuis. Op de buitenste ring van de munt staan de twaalf sterren van de Europese vlag afgebeeld. |              | |            |                      |
| |              | |            |                      |
| | San Marino   | Heilig jaar 2025 - 'Pelgrims van de hoop'                                                                            | 59.000     | 27 maart 2025        |
| Omschrijving: In het midden staat een vrouw met een anker, een allegorie van de hoop, terwijl ze een kind bij de hand houdt, een symbool van menselijkheid. Links staan de inscriptie “SAN MARINO”, vier vierkante zeilen, de letter “R” (voor het munthuis van Rome) en de achternaam “DI MAULO” van de ontwerper (Gabriele Di Maulo); bovenaan rechts staan een achtpuntige ster en de inscriptie “IUBILAEUM 2025” en onderaan de initialen “M.B.INC” van de graveur (Marta Bonifacio). Op de buitenste ring van de munt staan de twaalf sterren van de Europese vlag afgebeeld. |              | |            |                      |
| |              | |            |                      |
| | Luxemburg    | 25ste verjaardag van de troonsbestijging van Groothertog Henri (tweeëndertigste uit de 'Luxemburgse dynastie'-serie) | 136.000    | 5 mei 2025           |
| Omschrijving: In het midden is de beeltenis van groothertog Henri afgebeeld, en op de achtergrond staat het Groothertogelijk Paleis. De tekst “25. TROUNJUBILÄUM VUM GROUSSHERZOG HENRI” staat in een halve cirkel boven de beeltenis. Onder de beeltenis zijn de naam van het land van uitgifte “LETZEBUERG” en het jaar van uitgifte “2025” te zien. Op de buitenste ring van de munt staan de twaalf sterren van de Europese vlag afgebeeld. |              | |            |                      |
| |              | |            |                      |
| | Luxemburg    | 75ste verjaardag van de Schumanverklaring                                                                            | 136.000    | 5 mei 2025           |
| Omschrijving: Onderaan is een hand afgebeeld die een pen vasthoudt waarmee een vel papier wordt beschreven. De bovenkant van de pen eindigt in een olijftak en gaat vervolgens over in duiven, die allebei symbool staan voor vrede. De duiven vliegen richting de horizon waarop zes sterren te zien zijn; die staan voor de zes lidstaten die later het Verdrag tot oprichting van de Europese Gemeenschap voor Kolen en Staal ondertekenen, waarvoor de Schumanverklaring de basis heeft gelegd. Bovenaan zijn de tekst “DECLARATION SCHUMAN” en de datum “09.05.1950” te zien. Daaronder staat het getal “75”, dat op het jubileum van de verklaring wijst. Aan de rechterkant zijn de naam van het land van uitgifte “LUXEMBOURG” en het jaar van uitgifte “2025” te zien. Het naamteken (de letter “H” met een kroon erbovenop) staat voor groothertog Henri. Op de buitenste ring van de munt staan de twaalf sterren van de Europese vlag afgebeeld. |              | |            |                      |
| |              | |            |                      |
| | Italië       | Wereldtournee van het opleidingsschip Amerigo Vespucci 2023-2025                                                     | 3.022.500  | 9 mei 2025           |
| Omschrijving: In het midden staat het opleidingsschip Amerigo Vespucci dat met volle zeilen de zeegolven doorploegt. In de buiging aan de linkerkant is “Amerigo Vespucci Tour Mondiale 2023-2025” zichtbaar; daaronder aan de linkerkant zijn het jaar van uitgifte “2025” en het acroniem van de Italiaanse Republiek (“RI”) te zien; aan de rechterkant staat de aanduiding van het munthuis van Rome (“R”); in de afsnede staat de naam van de ontwerper, “E.FERRETTI”. Op de buitenste ring van de munt staan de twaalf sterren van de Europese vlag afgebeeld. |              | |            |                      |
| |              | |            |                      |
| | Finland      | Staatsbezoeken van Finland - diplomatie en buitenlands beleid                                                        | 204.000    | 13 mei 2025          |
| Omschrijving: Op het ontwerp staat een abstracte deur die staatsbezoeken verzinnebeeldt, in een gladde, gepolijste rechthoekige vorm. Het muntmerk, het jaar 2025 en de letters “FI” staan verticaal langs de linkerzijde van de rechthoek. De rechthoek heeft een afgeronde bovenzijde die de rand van de munt volgt. Onderaan en aan de rechterkant zijn er horizontale groeven die door een cirkelvorm zijn doorsneden. Op de buitenste ring van de munt staan de twaalf sterren van de Europese vlag afgebeeld. |              | |            |                      |
| |              | |            |                      |
| | Malta        | De Maltese os (tweede uit de 'Inheemse Soorten'-serie)                                                               | 140.000    | 15 mei 2025          |
| Omschrijving: Op het ontwerp staat een Maltese os. De munt brengt een met uitsterven bedreigd inheems ras van Malta onder de aandacht. Bovenaan is in een halve cirkel de inscriptie “IL-GENDUS MALTI” aangebracht. Onderaan is de naam van het land van uitgifte “MALTA” te zien, en daaronder het jaar van uitgifte “2025”. Onderaan rechts staan de initialen “MAF” van de ontwerper (Maria Anna Frisone). Op de buitenste ring van de munt staan de twaalf sterren van de Europese vlag afgebeeld. |              | |            |                      |
| |              | |            |                      |
| | Malta        | Mdina (tweede uit de 'Ommuurde Steden'-serie)                                                                        | 147.000    | 15 mei 2025          |
| Omschrijving: Op het ontwerp staat Mdina met zijn kathedraal die erboven uittorent. Bovenaan links is de inscriptie “MDINA” aangebracht. Bovenaan rechts staan de initialen “NGB” van de ontwerper (Noel Galea Bason). Onderaan is de naam van het land van uitgifte “MALTA” te zien, en daaronder het jaar van uitgifte “2025”. Op de buitenste ring van de munt staan de twaalf sterren van de Europese vlag afgebeeld. |              | |            |                      |
| |              | |            |                      |
| | Monaco       | De voormalige leengoederen van het Huis Grimaldi: Het graafschap Carladès                                            | 15.000     | 16 juni 2025         |
| Omschrijving: De munt brengt een eerbetoon aan de titel van graaf van Carladès, die volgens aloude traditie naar de tweede in lijn voor de troonsopvolging gaat; momenteel draagt prinses Gabriella de titel. Op het ontwerp is de voorgevel van het hotel afgebeeld dat tot aan de Revolutie eigendom was van de familie Grimaldi. Bovenaan staat de naam van het land van uitgifte “MONACO”. Onderaan is in een halve cirkel de inscriptie “COMTÉ DE CARLADÈS” te zien. Op de buitenste ring van de munt staan de twaalf sterren van de Europese vlag afgebeeld. |              | |            |                      |
| |              | |            |                      |
| | Portugal     | 16e World Scout Moot                                                                                                 | 515.000    | 24 juni 2025         |
| Omschrijving: Op het ontwerp staat een fleur de lis, het meest universele symbool van de scoutingbeweging, met daaromheen verschillende inscripties: bovenaan het motto “Sempre alerta. Sempre pronto”– de twee Portugese vertalingen van Baden-Powells motto “Be Prepared”, die door de twee grootste scoutingorganisaties in Portugal worden gebruikt; aan de linkerkant de naam van de ontwerper; daaronder het jaar en het land van uitgifte “Portugal”; aan de rechterkant het wapenschild van Portugal en daarnaast het muntmerk “Casa da Moeda”. Op de buitenste ring van de munt staan de twaalf sterren van de Europese vlag afgebeeld. |              | |            |                      |
| |              | |            |                      |
| | San Marino   | 550ste geboortedag van Michelangelo                                                                                  | 59.000     | 3 juli 2025          |
| Omschrijving: In het midden staat Cleopatra, in een reproductie van de schets van Michelangelo Buonarroti die bij de stichting Casa Buonarroti in Firenze wordt bewaard. Aan de linkerkant zijn in een halve cirkel de inscriptie “MICHELANGELO”, de aanduiding van het munthuis van Rome (“R”) en het jaartal “1475” aangebracht; aan de rechterkant staan in een halve cirkel het land van uitgifte “SAN MARINO” en het jaartal “2025”. Onderaan staan de initialen “SP” van de ontwerper (Silvia Petrassi). Op de buitenste ring van de munt staan de twaalf sterren van de Europese vlag afgebeeld. |              | |            |                      |
| |              | |            |                      |
| | Kroatië      | 1100 jaar koninkrijk Kroatië en de kroning van koning Tomislav I                                                     | 400.000    | 14 juli 2025         |
| Omschrijving: |              | |            |                      |
| |              | |            |                      |
| | België       | Racecircuit van Spa-Francorchamps                                                                                    | 155.000    | 25 juli 2025         |
| Omschrijving: |              | |            |                      |
| |              | |            |                      |
| | Griekenland  | 100ste geboortedag van Mikis Theodorakis                                                                             | 750.000    | 10 september 2025    |
| Omschrijving: |              | |            |                      |
| |              | |            |                      |
| | Griekenland  | 200ste sterfdag van Laskarína Pinotzís (Bouboulina)                                                                  | 750.000    | 10 september 2025    |
| Omschrijving: |              | |            |                      |
| |              | |            |                      |
| | Portugal     | Duurzame ontwikkeling, Agenda 2030                                                                                   | 515.000    | 24 september 2025    |
| Omschrijving: Op het ontwerp staat een voorstelling van de aardbol, omgeven door het randschrift “Desenvolvimento Sustentável” (duurzame ontwikkeling). Aan de linker- en bovenrand is een soort tak met 17 sets bladeren te zien die telkens samen een driehoek vormen, wat aan het universele symbool voor recyclage doet denken en naar de 17 doelstellingen van de Agenda 2030 voor duurzame ontwikkeling verwijst. Aan de onder- en rechterrand zijn het randschrift “Portugal”, het nationale wapenschild van Portugal, het jaar van uitgifte en, boven de naam van de ontwerper, het muntmerk “Casa da Moeda” aangebracht. Op de buitenste ring van de munt staan de twaalf sterren van de Europese vlag afgebeeld. |              | |            |                      |
| |              | |            |                      |
| | Duitsland    | 35 jaar Duitse eenheid                                                                                               | 30.000.000 | 25 september 2025    |
| Omschrijving: |              | |            |                      |
| |              | |            |                      |
| | Frankrijk    | De Notre-Dame van Parijs                                                                                             | 20.000.000 | september 2025       |
| Omschrijving: |              | |            |                      |
| |              | |            |                      |
| | Monaco       | De voormalige leengoederen van het Huis Grimaldi: Het markgraafschap Baux                                            | 15.000     | oktober 2025         |
| Omschrijving: De munt brengt een eerbetoon aan het feodale markgraafschap Les Baux. Hercule Grimaldi, zoon van Honoré II, droeg in 1642 als eerste de titel van markgraaf van Les Baux. Tegenwoordig draagt volgens aloude traditie Z.D. erfprins Jacques de titel. Op het ontwerp zijn de rots en het omliggende gebied van het dorp Les Baux-de-Provence afgebeeld. Bovenaan staat de naam van het land van uitgifte “MONACO”. Onderaan is in een halve cirkel de inscriptie “MARQUISAT DES BAUX” aangebracht. Op de buitenste ring van de munt staan de twaalf sterren van de Europese vlag afgebeeld. |              | |            |                      |
| |              | |            |                      |
| | Slovenië     | 100ste geboortedag van Miki Muster                                                                                   | 1.000.000  | november 2025        |
| Omschrijving: |              | |            |                      |
| |              | |            |                      |
| | Finland      | 100-jarig bestaan van de atletiekwedstrijd Finland-Zweden                                                            | 204.000    | herfst 2025          |
| Omschrijving: |              | |            |                      |
| |              | |            |                      |
| | Litouwen     | Klein-Litouwen (Mažoji Lietuva) (vijfde en laatste uit de 'Etnografische Regio's'-serie)                             | 500.000    | vierde kwartaal 2025 |
| Omschrijving: |              | |            |                      |
| |              | |            |                      |
| | Vaticaanstad | Jubileum 2025 | 91.000     | 2025                 |
| Omschrijving: Op het ontwerp staat de Heilige Deur van de Sint-Pietersbasiliek die wordt geopend. Aan de rechterkant zijn verticaal de inscriptie “IVBILAEVM” en het jaar van uitgifte “2025” te zien. Onderaan is in een boog de inscriptie “CITTA’ DEL VATICANO”, het land van uitgifte, aangebracht. Op de deur staat de letter “R” (de aanduiding van het munthuis van Rome), en links onderin de afbeelding staat de inscriptie “D. LONGO” (Daniela Longo), de naam van de ontwerper. Op de buitenste ring van de munt staan de twaalf sterren van de Europese vlag afgebeeld. |              | |            |                      |
| |              | |            |                      |
| | Andorra      | XX Spelen van de Kleine Staten van Europa in Andorra                                                                 | 64.000     | 2025                 |
| Omschrijving: |              | |            |                      |
| |              | |            |                      |
| | Letland      | Selonië (vijfde en laatste uit de 'Historische en Culturele Regio's'-serie)                                          | 413.000    | 2025                 |
| Omschrijving: |              | |            |                      |
| |              | |            |                      |
| | Vaticaanstad | 550ste geboortedag van Michelangelo                                                                                  | 80.000     | 2025                 |
| Omschrijving: Op het ontwerp staat de koepel van de Sint-Pietersbasiliek, die door Michelangelo is ontworpen en waaraan hij tot zijn dood in 1564 heeft gewerkt. Daaronder is een deel van het gewelf van de Sixtijnse Kapel te zien, dat door de gecontracteerde Michelangelo met fresco’s werd beschilderd. Aan de linkerkant staan verticaal de handtekening van Michelangelo “michelagniolo”, de aanduiding van het munthuis van Rome (“R”) en de naam van de ontwerper “D. LONGO” (Daniela Longo). De inscriptie “CITTA’ DEL VATICANO” (het land van uitgifte) is in een boog boven de koepel aangebracht. Net daaronder staan de jaartallen “1475” (het geboortejaar van Michelangelo) en “2025” (het jaar van uitgifte). Op de buitenste ring van de munt staan de twaalf sterren van de Europese vlag afgebeeld. |              | |            |                      |
| |              | |            |                      |
| | Andorra      | De Lammergier | 60.000     | 2025                 |
| Omschrijving: |              | |            |                      |
| |              | |            |                      |
| | Vaticaanstad | Sede Vacante MMXXV                                                                                                   | 76.000     | 2025                 |
| Omschrijving: Op het ontwerp staat het wapenschild van de Kardinaal-kamerheer met daarboven het embleem van de Apostolische Kamer, twee gekruiste sleutels onder een baldakijn. De inscripties “CITTA’ DEL VATICANO”, “SEDE VACANTE” en “MMXXV” (het jaar van uitgifte) zijn langs de rand van de munt gegraveerd. Tussen de inscripties “CITTA’ DEL VATICANO” en “SEDE VACANTE” is een abstracte voorstelling van een duif te zien. Onder het wapenschild van de kamerheer staat de aanduiding van het munthuis van Rome (“R”), met links daarvan de naam van de graveur en rechts daarvan de naam van de ontwerper (“O. ROSSI” voor Orietta Rossi). Op de buitenste ring van de munt staan de twaalf sterren van de Europese vlag afgebeeld. |              | |            |                      |
| |              | |            |                      |
| | Kroatië      | Pula |            | 2025                 |
| Omschrijving: |              | |            |                      |